# Amastus ferreobrunnea
Amastus ferreobrunnea är en fjärilsart som beskrevs av Rothschild 1916. Amastus ferreobrunnea ingår i släktet Amastus och familjen björnspinnare. Inga underarter finns listade i Catalogue of Life.